# Evarcha certa
Evarcha certa là một loài nhện trong họ Salticidae.
Loài này thuộc chi Evarcha. Evarcha certa được Rollard & Wanda Wesołowska miêu tả năm 2002.